# Laagfrequente oscillator

Een LFO in een synthesizer

De laagfrequente oscillator (LFO) is een onderdeel van een synthesizer bestaande uit onder meer een generator die een elektrische spanning opwekt met een golfvorm in het laagfrequente, vaak niet hoorbare gebied. Deze spanning kan vervolgens worden gebruikt om een parameter van een geluidssignaal te moduleren. Afhankelijk van hoe de modulatie plaatsvindt kan dit verschillende effecten opleveren. Een aantal bekende toepassingen zijn modulatie van de amplitude (geluidsniveau) van het geluid (tremolo) en modulatie van de frequentie (toonhoogte) van het geluid (vibrato). Wanneer dit laatste door een hoogfrequente oscillator gebeurt, is er sprake van FM-synthese.
Doorgaans produceert een laagfrequente oscillator dezelfde golfvormen waaruit gekozen kan worden als een geluidsoscillator. Bij eenvoudige synthesizers kan er vaak alleen een sinusgolfvorm gekozen worden. Een belangrijk verschil tussen beide oscillatoren is dat bij laagfrequente oscillatoren de golfvorm letterlijk hoorbaar wordt, in plaats van de harmonische inhoud (geluidsspectrum).
Meestal bevat een synthesizer meer dan één LFO, zodat meerdere modulaties tegelijkertijd kunnen plaatsvinden.